# كارل ويلهلم ريتر
كارل ويلهلم ريتر هو مهندس سويسري، ولد في 14 أبريل 1847 في ليستل في سويسرا، وتوفي في 18 أكتوبر 1906 في سل في سويسرا.